# Savarthès
Savarthès település Franciaországban, Haute-Garonne megyében. Lakosainak száma 195 fő (2022. január 1.). Savarthès Estancarbon, Labarthe-Inard, Landorthe és Saint-Médard községekkel határos.

## Népesség
A település népessége az elmúlt években az alábbi módon változott:
| Lakosok száma | 117  | 98   | 105  | 126  | 180  | 174  | 173  | 180  | 185  | 195  |
|               | 1968 | 1982 | 1990 | 2006 | 2013 | 2015 | 2017 | 2019 | 2020 | 2022 |